# Burdette Haldorson
Burdette Eliele Haldorson (Austin (Minnesota), 12 de janeiro de 1934 – Colorado Springs, 13 de outubro de 2023) foi um basquetebolista estadunidense que integrou a Seleção Estadunidense que conquistou duas Medalhas de Ouro disputadas nos XVI Jogos Olímpicos de Verão de 1956 realizados em Melbourne, Austrália e nos XVII Jogos Olímpicos de Verão de 1960 realizados em Roma, Itália.